# Exames de imagem na gravidez

Renderização de volume de uma tomografia computadorizada de uma gestação de 37 semanas de idade gestacional.

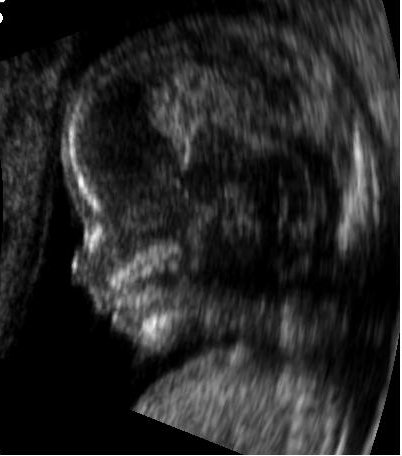
Ultrassonografia obstétrica mostrando um feto com 14 semanas de idade gestacional, no plano mediano.

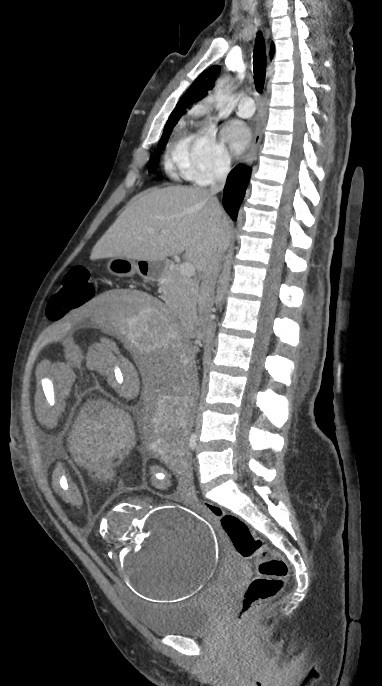
Meio de contraste em plano mediano de tomografia computadorizada de uma gestação de 37 semanas de idade gestacional.

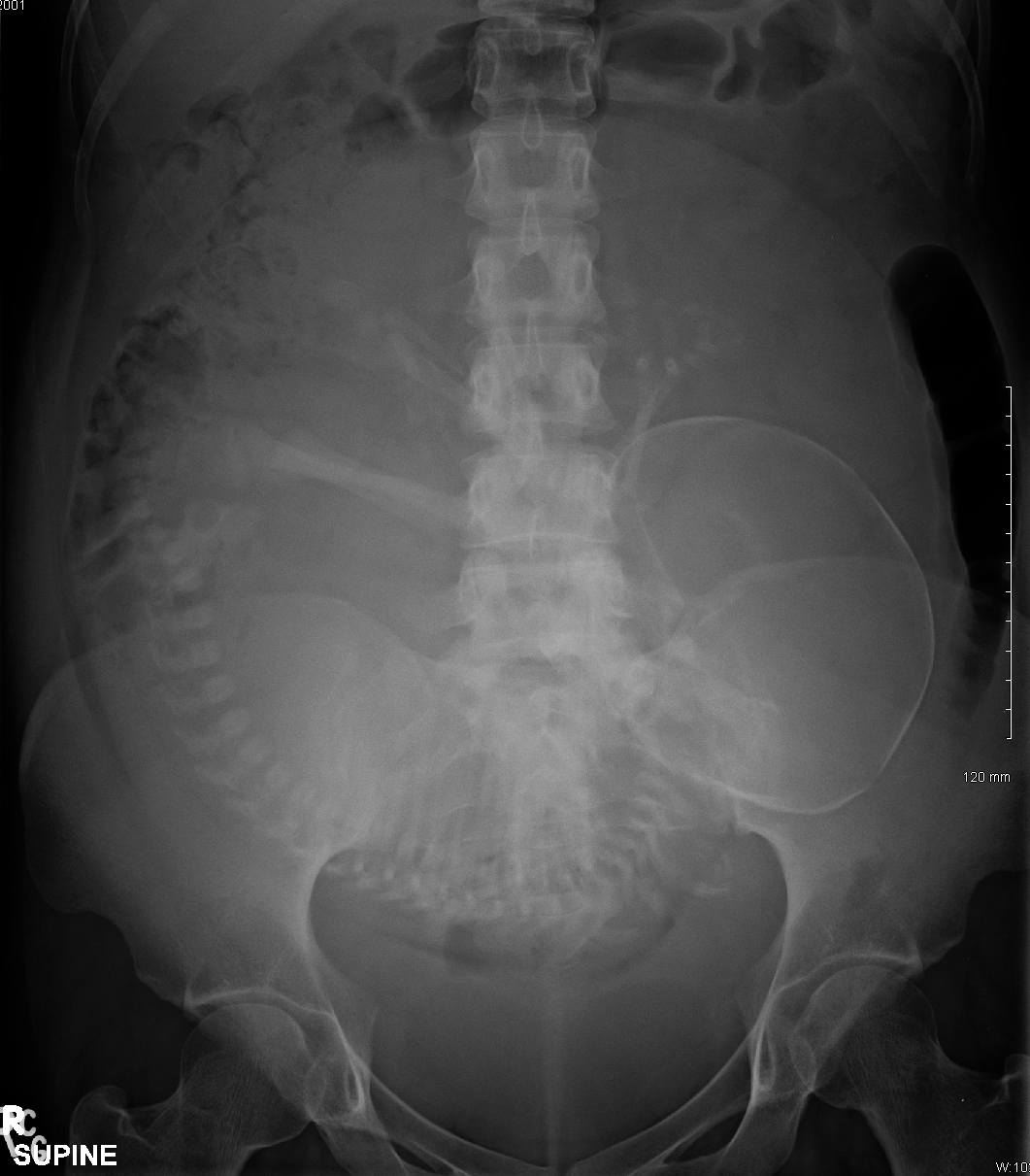
Radiografia abdominal simples de uma mulher grávida

Exames de imagem na gravidez podem ser indicados por causa de complicações da gravidez, doenças intercorrentes ou como parte da assistência pré-natal.

## Opções
As opções de exame de imagem na gravidez incluem:
- Ressonância magnética (RM) sem meio de contraste em RM e ultrassonografia obstétrica não estão associadas a nenhum risco para a mãe ou para o feto e são as técnicas de imagem de escolha para gestantes.[1]
- Radiografia projetiva, tomografia computadorizada por raios X e medicina nuclear resultam em algum grau de exposição à radiação ionizante, mas, com poucas exceções, envolvem doses muito menores do que aquelas associadas a danos fetais.[1] São indicadas quando a ultrassonografia ou a RM não estão prontamente disponíveis ou não são viáveis para a questão diagnóstica em pauta.[1]
  - Os meios de contraste radiológicos, quando administrados por via oral, são inofensivos.[1] A administração intravenosa de meios de contraste iodados pode atravessar a placenta e entrar na circulação fetal, mas estudos em animais não relataram efeitos teratogênicos ou mutagênicos com seu uso. Houve preocupações teóricas sobre possíveis danos do iodeto livre na glândula tireoide fetal,[1] mas diversos estudos mostraram que uma dose única de contraste iodado administrado por via intravenosa em gestantes não afeta a função tireoidiana neonatal.[2] Ainda assim, geralmente recomenda-se que o contraste radiológico só seja utilizado se necessário para obter informações adicionais que melhorem o cuidado do feto ou da mãe.[1]

## Ressonância magnética

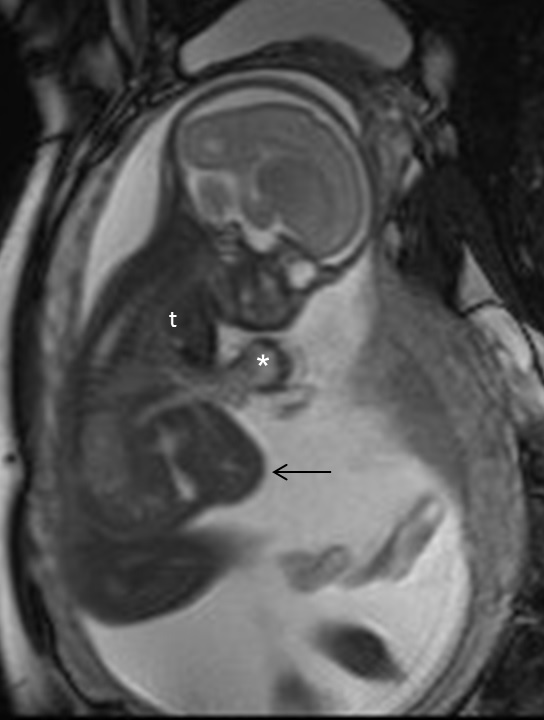
RM de um feto com Pentalogia de Cantrell.

A ressonância magnética (RM), sem meio de contraste em RM, não está associada a riscos para a mãe ou o feto e, juntamente com a ultrassonografia médica, é a técnica de escolha para exames de imagem na gravidez.

### Segurança
No primeiro trimestre, não há literatura que documente efeitos adversos específicos em embriões humanos ou fetos expostos à RM sem contraste. No segundo e terceiro trimestres, há evidências de ausência de risco, incluindo um estudo retrospectivo com 1737 crianças expostas, mostrando nenhuma diferença significativa em audição, habilidades motoras ou funções após seguimento médio de 2 anos.
Os agentes de contraste de gadolínio no primeiro trimestre estão associados a um pequeno aumento do risco de diagnóstico infantil de alguns tipos de reumatismo, doença inflamatória ou doença de pele infiltrativa, segundo um estudo retrospectivo com 397 crianças expostas. No segundo e terceiro trimestres, o gadolínio está associado a leve aumento do risco de natimorto ou morte neonatal. Assim, recomenda-se que o contraste de gadolínio seja limitado, sendo usado apenas quando melhora significativamente o desempenho diagnóstico e é esperado que beneficie os resultados maternos ou fetais.
As mulheres têm o direito legal de não serem submetidas a exames de imagem sem fornecer consentimento informado; o radiologista é geralmente o profissional habilitado a obtê-lo.

### Usos comuns
A RM é frequentemente utilizada em gestantes com dor abdominal e/ou dor pélvica aguda, ou em casos suspeitos de doença neurológica, doença placentária, tumores, infecções e/ou doença cardiovascular. Os critérios de uso apropriado do Colégio Americano de Radiologia dão nota ≥7 (geralmente apropriado) para RM sem contraste nas seguintes condições:
- Dor aguda não localizada no quadrante superior direito ou inferior direito (com febre e leucocitose)[3]
- Dor pélvica aguda quando se suspeita de causa não ginecológica[3]
- Suspeita de doença biliar como icterícia[3]
- Suspeita de doença pancreática[3]
- Aparecimento de cefaleia intensa[3]
- Diagnóstico recente de câncer[3]

## Radiografia e medicina nuclear

### Efeitos fetais por dose de radiação
Os efeitos da radiação sobre a saúde podem ser agrupados em duas categorias gerais:
- efeitos estocásticos, isto é, câncer induzido por radiação e efeitos hereditários envolvendo câncer em indivíduos expostos devido a mutações em células somáticas ou doenças hereditárias na descendência devido a mutações em células germinativas.[5] O risco de desenvolver câncer induzido por radiação ao longo da vida é maior quando se expõe um feto do que um adulto, tanto porque as células fetais são mais vulneráveis durante o crescimento quanto porque há maior expectativa de vida após a exposição.
- efeitos determinísticos (reações teciduais prejudiciais) devidos, em grande parte, à morte ou mau funcionamento celular após altas doses.

Esses efeitos determinísticos foram estudados, por exemplo, em sobreviventes das bombas atômicas de Hiroshima e Nagasaki e em casos em que a radioterapia foi necessária durante a gravidez:
| Idade gestacional | Idade embrionária | Efeitos                                      | Dose limiar estimada (mGy) |
| ----------------- | ----------------- | -------------------------------------------- | -------------------------- |
| 2 a 4 semanas     | 0 a 2 semanas     | Aborto espontâneo ou nenhum (tudo ou nada)   | 50 - 100                   |
| 4 a 10 semanas    | 2 a 8 semanas     | Defeitos estruturais                         | 200                        |
| 4 a 10 semanas    | 2 a 8 semanas     | Restrição de crescimento intrauterino        | 200 - 250                  |
| 10 a 17 semanas   | 8 a 15 semanas    | Deficiência intelectual severa               | 60 - 310                   |
| 18 a 27 semanas   | 16 a 25 semanas   | Deficiência intelectual severa (menor risco) | 250 - 280                  |

O déficit intelectual foi estimado em cerca de 25 pontos de QI por 1.000 mGy entre 10 e 17 semanas de idade gestacional.

### Doses fetais por método de imagem
| Método de imagem                                           | Dose absorvida fetal de radiação ionizante (mGy) |
| Radiografia projetiva                                      | Radiografia projetiva                            |
| ---------------------------------------------------------- | ------------------------------------------------ |
| Coluna cervical (2 incidências: anteroposterior e lateral) | < 0.001                                          |
| Extremidades                                               | < 0.001                                          |
| Mamografia (2 incidências)                                 | 0.001 - 0.01                                     |
| Tórax                                                      | 0.0005 - 0.01                                    |
| Abdome                                                     | 0.1 - 3.0                                        |
| Coluna lombar                                              | 1.0 - 10                                         |
| Urografia excretora                                        | 5 - 10                                           |
| Enema opaco com duplo contraste                            | 1.0 - 20                                         |
| Tomografia computadorizada                                 |                                                  |
| Cabeça ou pescoço                                          | 1.0 - 10                                         |
| Tórax, incluindo angiografia pulmonar por TC               | 0.01 - 0.66                                      |
| Pelve limitada (corte axial único pelos cabeças femorais)  | < 1                                              |
| Abdome                                                     | 1.3 - 35                                         |
| Pelve                                                      | 10 - 50                                          |
| Medicina nuclear                                           |                                                  |
| Cintilografia de perfusão de baixa dose                    | 0.1 - 0.5                                        |
| Cintilografia óssea com 99mTc                              | 4 - 5                                            |
| Angiografia por subtração digital pulmonar                 | 0.5                                              |
| PET/TC de corpo inteiro com 18F                            | 10 - 15                                          |

### Câncer de mama induzido por radiação
O risco para a mãe de desenvolver posteriormente câncer de mama induzido por radiação parece ser particularmente alto para doses recebidas durante a gestação.
Esse é um fator importante, por exemplo, ao decidir entre cintilografia de ventilação/perfusão (V/Q scan) ou angiografia pulmonar por TC (CTPA) em gestantes com suspeita de embolia pulmonar. A cintilografia confere maior dose de radiação ao feto, enquanto a CTPA confere dose muito maior às mamas da mãe. Uma revisão do Reino Unido em 2005 considerou a CTPA geralmente preferível nesses casos, devido à maior sensibilidade e especificidade e ao custo relativamente baixo.